# East Lucas Township
East Lucas Township est un township du comté de Jefferson en Iowa, aux États-Unis,.

## Source de la traduction
- (en) Cet article est partiellement ou en totalité issu de l’article de Wikipédia en anglais intitulé « East Lucas Township, Johnson County, Iowa » (voir la liste des auteurs).